# Големис, Димитриос
Дими́триос Голе́мис (греч. Δημήτριος Γολέμης; 15 ноября 1874, Лефкас, Ионические острова — 9 января 1941, Пирей) — греческий легкоатлет, бронзовый призёр летних Олимпийских игр 1896.
Големис участвовал в гонке на 800 м. В квалификационном раунде, он стал вторым после француза Альбин Лермюзье. В финале, 9 апреля, он занял третье место, проиграв австралийцу Тедди Флэку и венгру Нандору Дани.
Големис также участвовал в забеге на 1500 м, но не занял там призового места.